# Stine Skogrand
Stine Ruscetta Skogrand född 3 mars 1993 i Bergen, är en norsk handbollsspelare som spelar för Ikast Håndbold. Hon spelar som högernia eller högersexa.

## Karriär
Stine Skogrand började att spela handboll i den norska klubben IL Fyllingen som 7-åring. 19 år gammal som senior spelade hon för Bergenklubben IL Tertnes sedan flera säsonger. 2016 var hennes sista säsong före utlandskarriären. Hon tog steget till utlandsproffs genom att spela för Silkeborg-Voel KFUM. 2018 lämnade hon klubben. 2018 började hon spela för Herning-Ikast håndbold. Hennes första match var i en cupmatch mot Ajax Köpenhamn. 2019 nådde klubben till finalen i danska mästerskapet men förlorade mot Team Esbjerg men då spelade inte Skogberg. 2018 i oktober blev det känt att Skogrand var gravid, men hon spelade ändå några matcher trots att det blivit offentligt. 2019 vann hon danska cupen med Herning-Ikast.

### Landslagsspel
Skogrand debuterade för det norska A-landslaget i april 2013, under en dubbellandskamp mot Sydkorea. Hon var uttagen i bruttutruppen till både VM 2013, EM 2014 och VM 2015, men var inte bland de 16 som spelade i mästerskapet förrän under VM 2015, då hon fick sin mästerskapsdebut i öppningslandskampen mot Ryssland. Hon har sedan vunnit VM 2015 och tre EM-tilar 2016, 2020 och 2022 saqmt OS 2024 med norska landslaget.  

### Privatliv
Skogrands förnamn Ruscetta kommer från Napoli efter hennes farfar Antonio. Hon har varit tillsammans med handbollsspelaren Eivind Tangen sedan februari 2014. 2019 i maj föddes parets första barn.